# Szypy (przystanek kolejowy)
Szypy (biał. Шыпы, ros. Шипы) – przystanek kolejowy w pobliżu miejscowości Szypy, w rejonie głębockim, w obwodzie witebskim, na Białorusi. Położony jest na linii Połock - Mołodeczno.